# Censure d'Internet en république populaire de Chine
Pour des articles plus généraux, voir Censure en république populaire de Chine et Internet en république populaire de Chine.
 (juillet 2020).
La censure d'Internet en république populaire de Chine est conduite par le biais de plusieurs lois et réglementations. En accord avec ces lois, plus de soixante réglementations pour Internet ont été menées par le gouvernement de la république populaire de Chine (RPC). Elles sont mises en application par les fournisseurs d'accès à Internet, entreprises et organisations contrôlés par les gouvernements provinciaux. L'appareil de contrôle d'Internet en Chine est considéré comme plus étendu et plus avancé que dans n'importe quel autre pays du monde. Les autorités gouvernementales ne bloquent pas uniquement le contenu de certains sites, mais elles sont capables de surveiller l'accès à Internet de chaque personne.
Amnesty International déclare que la RPC « compte le plus grand nombre de journalistes et de cyber-dissidents emprisonnés dans le monde ». L'association Reporters sans frontières basée à Paris affirme en 2010 et 2012 que la RPC « est la plus grande prison au monde pour netizens ». L'escalade de moyens mis en œuvre par le gouvernement pour neutraliser les opinions critiques en ligne fait suite à d'importantes manifestations anti-pollution et anti-corruption, ainsi que des émeutes ethniques, dont la plupart ont été organisées au moyen de services de messagerie instantanée, de forums de discussion et de textos.
En 2013, la taille de la force de police responsable d'Internet en RPC est estimée à deux millions de personnes.
Les entreprises chinoises Baidu, Tencent et Alibaba, qui font partie des plus grandes entreprises du domaine dans le monde, profitent du blocage des rivaux internationaux sur le marché chinois, ce qui empêche le recours à des solutions technologiques alternatives sans lien direct avec l'appareil gouvernemental national.

## Contexte
Le contexte politique et idéologique de la censure d'Internet trouve son origine dans une des citations favorites de Deng Xiaoping au début des années 1980 : « Si vous ouvrez la fenêtre pour aérer, vous devez vous attendre à faire entrer des mouches ». Cette phrase est en relation avec une période de réformes économiques en Chine pour créer une économie de marché socialiste. Remplaçant les idéologies politiques de la Révolution culturelle, les réformes menées par le pays ont pour but de bâtir une économie de marché et d'ouvrir le marché aux investisseurs étrangers. Toutefois, le Parti communiste chinois souhaite protéger ses valeurs et idées politiques de l'influence d'autres idéologies.
Internet arrive en Chine en 1994, conséquence et outil indispensable à l'économie de marché socialiste. Depuis lors, avec un accès grandissant, Internet est devenu une plateforme de communication commune et un outil important de partage d'informations. En 1998, le Parti communiste chinois craint que le Parti démocrate chinois (PDC) n'alimente ce nouveau et puissant réseau d'information que les élites du parti ne pourraient pas contrôler. Le PDC est alors immédiatement interdit et de nombreux arrestations et emprisonnements sont effectués. Cette même année, le « Projet Bouclier doré » est lancé. Sa première partie dure huit ans pour s'achever en 2006. La seconde partie se déroule entre 2006 et 2008.
Le 6 décembre 2002, les 300 personnes responsables du Projet Bouclier doré dans 32 provinces et villes à travers toute la Chine participent à l'inauguration de 4 jours intitulée « Exposition compréhensive du système d'information chinois ». Au cours de cet évènement de nombreuses solutions occidentales sont achetées en matière de sécurité Internet, surveillance vidéo et reconnaissance faciale. Il est estimé que 30 000 à 50 000 policiers sont employés dans ce projet gigantesque.
Le Printemps arabe de 2011, lors duquel plusieurs régimes du Moyen Orient furent contestés voire renversés notamment grâce à l'appui logistique des réseaux sociaux, a par ailleurs participé à une meilleure prise en compte de l'importance d'Internet par les autorités chinoises et la nécessité pour elles de le contrôler davantage.

## Base légale

Topologie simplifiée du pare-feu chinois.

Le gouvernement central de la RPC débute sa censure d'Internet avec trois réglementations. La première est intitulée Réglementation temporaire pour la gestion de la connexion au réseau international d'information. Elle est adoptée au cours de la 42e convention autonome du Conseil d'État, le 23 janvier 1996. Elle est formellement présentée le 1er février 1996 et mise à jour le 20 mai 1997. Cette réglementation oblige une certification des fournisseurs d'accès à Internet et le passage du trafic Internet via ChinaNet, GBNet, CERNET ou CSTNET.
La seconde réglementation est l'Ordonnance pour la protection de la sécurité des systèmes d'information informatiques. Elle est publiée le 18 février 1994 par le Conseil d'État afin de donner la responsabilité de la protection de la sécurité d'Internet au Ministère public de la sécurité. Cette réglementation est ensuite à l'origine des procédures de gestion de la sécurité pour l'accès à Internet, publiées par le ministère de la Sécurité publique en décembre 1997. La réglementation définit des « informations néfastes » et des « activités néfastes » concernant l'usage d'Internet.
La section 5 des Réglementations sur la sécurité, la protection et la gestion du réseau d'information informatique, approuvée par le Conseil d'État le 11 décembre 1997, affirme :
« Aucun groupe ou individu ne peut utiliser Internet pour créer, répliquer, récupérer ou transmettre les types d'informations suivantes :
1. Incitation à s'opposer ou violation de la Constitution ou les lois ou l'exécution des réglementations administratives ;
2. Incitation au renversement du gouvernement ou du système socialiste ;
3. Incitation à la division du pays, nuisance à l'unification nationale ;
4. Incitation à la haine ou la discrimination envers les ethnies ou nuisance à l'unité des ethnies ;
5. Fabrication de mensonges ou déformation de la vérité, propagation de rumeurs, destruction de l'ordre de la société ;
6. Promotion de superstitions féodales, de matériel sexuellement suggestif, de paris, de la violence, du meurtre ;
7. Terrorisme ou incitation de tiers à mener des activités criminelles ; insultes ouvertes envers d'autres personnes ou distorsion de la vérité pour calomnier une personne ;
8. Attaque de la réputation des organisations d'État ;
9. Toute activité contraire à la Constitution, aux lois ou réglementations administratives »

En septembre 2000, l'ordonnance no 292 du Conseil d'État fixe les premières restrictions de contenu à destination des fournisseurs d'accès Internet. Les sites Internet chinois ne peuvent pas être liés ou reprendre des informations de sites d'informations étrangers sans une approbation particulière. Seuls les éditeurs papier sous licence sont autorisés à diffuser des informations en ligne. Les sites Internet sans licence qui souhaitent diffuser des informations ne peuvent reprendre que des informations déjà diffusées publiquement par d'autres sites autorisés. Ces derniers doivent obtenir une approbation des bureaux d'État de l'information et de l'agence de l'information du Conseil d'État. L'article 11 de cette ordonnance indique que « les fournisseurs d'accès sont responsables de la légalité de toute information disséminée par l’intermédiaire de leurs services ». L'article 14 donne aux officiels de l'État un accès total à toute information sensible qu'ils souhaiteraient obtenir des fournisseurs de services Internet.
Fin 2009, la Chine compte 384 millions d'utilisateurs d'Internet. Dans un livre blanc publié en juin 2010, le gouvernement chinois considère le réseau comme « une cristallisation de la sagesse humaine », mais explique pourquoi ses citoyens ne peuvent pas accéder à l'ensemble de cette sagesse, évoquant des informations illégales à effets nocifs pour la nation chinoise. Le document réaffirme la volonté du gouvernement de contrôler Internet à l'intérieur de ses frontières selon ses propres règles : « Sur le territoire chinois, Internet est sous la juridiction de la souveraineté chinoise. La souveraineté de l'internet chinois doit être respectée et protégée. » Le document ajoute que les individus et entreprises étrangères peuvent utiliser Internet en Chine, mais doivent se soumettre aux lois du pays.

## Mise en vigueur
En décembre 1997, le ministre de la Sécurité publique Zhu Entao publie de nouvelles réglementations qui infligent des amendes pour « diffamation envers les agences gouvernementales », « division de la nation » et divulgation de « secrets d'État ». Les contrevenants s'exposent à une amende de 15 000 yuans (2 000 euros environ). L'interdiction apparaît surtout non coordonnée et ad hoc, certains sites étant bloqués, alors que d'autres sites similaires sont autorisés ou bloqués dans une ville mais disponibles dans le reste du pays. Les blocages sont souvent levés pour certaines occasions. Par exemple, le New York Times n'est plus bloqué lorsque les reporters interrogent le secrétaire général du PCC Jiang Zemin sur ce blocage et que ce dernier répond qu'il va se pencher sur la question. Au cours du sommet de l'APEC à Shanghai en 2001, les sources d'information habituellement bloquées, telles que CNN, NBC et le Washington Post, redeviennent accessibles. Depuis 2001, les contrôles du contenu ont été davantage relâchés et ces trois sites sont accessibles en Chine continentale. Toutefois, l'accès au New York Times est à nouveau bloqué en décembre 2008.
À l'été 2005, la RPC achète plus de 200 routeurs à l'entreprise américaine Cisco Systems, ce qui permet au gouvernement chinois d'améliorer sa capacité technologique pour la censure,. En février 2006, Google fait une concession significative en faveur du grand Firewall de Chine, en échange d'installations d'équipements sur le sol chinois. L'entreprise américaine bloque alors les sites que le gouvernement chinois considère comme illégaux. Cette politique est ensuite annulée par Google en 2010, qui refuse de continuer à censurer les résultats de recherches.
En mai 2011, le Bureau d'information du Conseil d'État annonce le transfert de ses services qui régulent Internet vers une nouvelle agence, le Bureau d'État sur l'information d'Internet, qui est responsable de la régulation d'Internet en Chine. La relation entre ce nouvel organisme et les autres agences en Chine qui régulent le réseau restent toutefois peu claires lors de leur annonce.

### Auto-régulation
Des tests sur les contenus censurés en Chine ont été menés par des chercheurs des universités UC Davis et du Nouveau-Mexique et ont démontré que la censure sur internet en Chine n'est pas globale, mais la peur d'être puni pour avoir consulté des contenus illégaux contribue à rendre cette censure globale. La mise en application (ou la menace de la mise en application) de la censure crée un effet dissuasif grâce auquel les personnes et les entreprises censurent volontairement leurs propres communications pour éviter des répercussions légales ou financières. Les fournisseurs d'accès à Internet sont légalement responsables de la conduite de leurs clients. Ils ont assumé un rôle d'éditeur vis-à-vis du contenu de leurs clients avant de devenir responsables des calomnies et torts occasionnés par leurs clients. Certains hôtels en RPC conseillent aux utilisateurs de respecter les règles chinoises d'accès à Internet en affichant des règles de conduite à côté des ordinateurs. Ces règles, entre autres choses, interdisent de consulter des messages politiquement non acceptables et informent les utilisateurs que s'ils le font, ils devront faire face à des conséquences judiciaires.
Le 16 mars 2002, la société d'Internet en Chine, un organisme de l'industrie de l'internet gouvernemental chinois, lance la Charte publique sur l'autodiscipline de l'industrie de l'Internet chinois, un accord entre le régulateur de l'industrie de l'Internet chinois et les entreprises qui exploitent des sites en RPC. En signant l'accord, les entreprises d'Internet promettent d'identifier et d'empêcher la transmission d'informations que les autorités chinoises jugent inacceptables, dont les informations qui « enfreignent les lois ou propagent des superstitions et obscénité » ou qui « peuvent mettre en danger la sécurité de l'État et perturber la stabilité sociale »,. En 2006, l'engagement est signé par plus de 3 000 entités exploitant des sites Internet en RPC. Ainsi, les sites remplacent souvent les contenus censurés par des blancs, permettant au lecteur de s'en rendre compte et souvent de deviner ce qu'ils étaient. D'autres techniques permettent de censurer très rapidement les messages sur les réseaux sociaux chinois.

### Usage des fournisseurs d'accès
Bien que le gouvernement n'ait pas les capacités physiques et matérielles pour surveiller toutes les discussions instantanées et les forums, la simple peur d'être fermés pousse les FAI à employer à leur compte des opérateurs, surnommés « grande maman », qui mettent fin aux commentaires politiquement sensibles et les suppriment.
Certains FAI ont adopté des stratégies différentes. L'une d'entre elles est de laisser les contenus politiquement sensibles et de les retirer uniquement sur ordre du gouvernement. Ainsi ils restent visibles pendant quelques heures, rendant leur lecture possible pendant quelque temps. Lorsque le commentaire est supprimé, l'information est en réalité déjà publique. Un exemple significatif est l'explosion d'une école en 2001 : les autorités locales voulaient supprimer l'information que les feux d'artifice artisanaux responsables de l'accident avaient été fabriqués par des enfants. Pendant le temps nécessaire aux officiels locaux pour exiger la suppression de la mention, la nouvelle avait déjà été largement répandue.
Le 11 juillet 2003, le gouvernement chinois commence à octroyer des licences aux entreprises pour ouvrir des chaînes de cybercafés. Les analystes et opérateurs Internet étrangers considèrent ces licences comme une volonté de sévir contre les informations jugées nuisibles par le gouvernement chinois. En juillet 2007, la ville de Xiamen annonce qu'elle va bannir toute publication anonyme en ligne ou communication utilisée pour organiser des manifestations contre un projet d'implantation d'usine chimique dans la ville. Les utilisateurs d'Internet devront fournir une preuve d'identité pour pouvoir poster des messages sur plus de 100 000 sites répertoriés à Xiamen. Le gouvernement chinois publie le vendredi suivant de nouvelles règles requérant les utilisateurs d'Internet de fournir leur nom réel aux FAI, tout en attribuant une plus grande responsabilité aux entreprises du domaine dans la suppression de messages interdits et leur rapport aux autorités. Les nouvelles réglementations émises par le Comité permanent du Congrès national du peuple permettent aux utilisateurs de continuer à utiliser des pseudonymes, mais uniquement s'ils ont préalablement fourni leur vrai patronyme aux FAI, une mesure qui a pour but de refroidir certains discours sur les sites locaux de type Twitter. Les autorités détiennent et emprisonnent régulièrement des utilisateurs d'Internet pour commentaires politiquement sensibles, comme des appels à la démocratie multi-partis ou des accusations d'impudence de la part de fonctionnaires locaux.

### Arrestations
Des amendes et de courtes arrestations sont les sanctions possibles pour quiconque diffuse des informations non désirées sous quelque format Internet que ce soit, puisqu'agir de la sorte est considéré comme un risque pour la stabilité sociale.
En 2001, Wang Xiaoning et d'autres activistes chinois sont arrêtés et condamnés à 10 ans de prison pour avoir utilisé un compte mail Yahoo pour poster des messages anonymes à une liste de diffusion de courriels. Shi Tao, un journaliste chinois a pour sa part utilisé un compte email Yahoo pour envoyer un courriel à un site Internet pro-démocratique basé aux États-Unis ; dans celui-ci, il résume un ordre direct du gouvernement envers les médias en Chine pour minimiser les 15e anniversaire à venir de la répression de 1989 envers les activistes pro-démocratiques. La police l'arrête en novembre 2004 l'inculpant d'avoir « fourni illégallement des secrets d'État à des entités étrangères. » En avril 2005, il est condamné à 10 ans d'emprisonnement et deux ans de privation de ses droits politiques.
Le séisme de 2008 au Sichuan sera quant à lui suivi de plusieurs affaires relatives à la couverture des évènements. Le 23 juillet 2008, la famille de Liu Shaokun se voit notifier que ce dernier a été condamné à une année de rééducation par le travail pour « incitation aux troubles. » En tant que professeur dans la province du Sichuan, il avait pris en photographie des écoles écroulées et ensuite posté ses clichés en ligne. Le 18 juillet 2008, Huang Qi est arrêté pour suspicion de possession illégale de secrets d'État. Il avait parlé avec la presse étrangère et posté sur son site Internet des informations sur la situation critique des parents qui ont perdu leurs enfants dans l'effondrement d'écoles,,.
En milieu d'année 2013, la police annonce des arrestations à travers tout le pays de centaines de personnes accusées de répandre de fausses rumeurs en ligne. Les autorités chinoises affirment que cette répression est dirigée vers des abus tels que la fraude, l'imposture et la calomnie. Mais les accusations portées contre un grand nombre de microblogueurs arrêtés ont un avantage politique puisqu'un grand nombre de rumeurs outrageusement prétendues fausses par le gouvernement ont un rapport avec des dérives de fonctionnaires : corruption, vénalité et escapades sexuelles. Cette répression peut être interprétée comme une tentative de rompre les réseaux en ligne de personnes bien pensantes dont les idées pourraient entrer en concurrence avec le Parti communiste. Certains des microblogueurs les plus populaires de RPC ont ainsi été arrêtés. En septembre 2013, la Cour suprême de Chine et le bureau des poursuites judiciaires publient une ligne directrice et esquissent les pénalités pour punir les rumeurs et calomnies en ligne. Celle-ci offre la protection des citoyens qui dénoncent les fonctionnaires corrompus, mais les messages calomnieux transmis plus de 500 fois et lus plus de 5 000 fois peuvent être condamnés jusqu'à trois ans de prison.

## Mise en œuvre technique

### Méthodes actuelles
Le système actuel bloque les adresses IP avant qu'elles ne soient routées. Il est composé de firewalls et de serveurs proxy standards positionnés sur les passerelles Internet. Le système est également capable d'empoisonnement du cache DNS lorsque certains sites sont demandés. Le gouvernement ne semble pas contrôler systématiquement le contenu d'Internet, puisque ceci semble techniquement difficilement réalisable. Des chercheurs de l'université de Californie à Davis et de l'université du Nouveau-Mexique affirment que le système de censure n'est pas un réel firewall puisque du contenu banni est parfois capable de circuler via plusieurs routeurs ou à travers tout le système sans être bloqué. Les méthodes utilisées communément pour la censure sont :
| Méthode                     | Description |
| --------------------------- | --- |
| Blocage IP                  | L'accès à certaines adresses IP est interdit. Si le site cible est hébergé sur un hébergement mutualisé, tous les sites du même serveur sont ainsi bloqués. Cela affecte tous les protocoles IP (principalement TCP) tels que HTTP, FTP ou POP. Une méthode de contournement typique est de trouver des proxies qui peuvent accéder au site cible, mais ces derniers peuvent être engorgés ou bloqués. Certains sites importants possèdent des adresses IP additionnelles (par exemple une adresse IPv6) pour contourner le blocage. Mais le blocage peut par la suite être étendu à cette nouvelle adresse. |
| Filtrage ou redirection DNS | Le DNS ne traduit pas les noms de domaine ou retourne une adresse IP incorrecte. Ceci affecte tous les protocoles IP tels que HTTP, FTP ou POP. Une méthode typique de contournement est de trouver un serveur DNS qui traduit correctement les noms de domaines, mais de tels serveurs sont sujets également au blocage. Une autre solution est d'outrepasser le DNS si l'adresse IP est directement disponible par d'autres sources et si elle n'est pas bloquée. |
| Filtrage URL                | Scan de la chaîne de caractères saisis dans l'URL à la recherche de mots clé, quel que soit le nom de domaine saisi. Cette méthode est utilisée uniquement pour le protocole HTTP. Les méthodes traditionnelles de contournement sont l'utilisation de caractères d'échappement dans l'URL ou d'utiliser des protocoles chiffrés VPN et SSL. |
| Filtrage des paquets        | Interrompre les transmissions de paquets TCP lorsqu'un certain nombre de mots clé controversés sont détectés. Cette méthode est efficace avec la plupart des protocoles TCP comme HTTP, FTP ou POP. Pour contourner ce blocage, il faut utiliser des moyens de chiffrement comme les VPN et le protocole SSL, afin de protéger le contenu HTML. |
| Attaque TCP reset           | Si une précédente connexion TCP a été bloquée par un filtre, les futures tentatives de connexions des deux côtés seront également bloquées pendant 30 minutes. Selon la localisation du blocage, d'autres utilisateurs ou sites Internet peuvent également être bloqués si les communications sont routées vers le point de blocage. Une méthode de contournement est d'ignorer le paquet de reset envoyé par le firewall. |
| Blocage VPN                 | Au début de l'année 2011, des utilisateurs rapportent des dysfonctionnements dans les services VPN. Fin 2012, le Grand Firewall de Chine devient capable d'« apprendre, découvrir et bloquer » les communications chiffrées utilisées par un certain nombre de systèmes VPN. China Unicom, un des plus grands FAI du pays, supprime les connexions dès lors qu'un VPN est détecté. Depuis le 1er février 2018, OpenVPN (protocole de chiffrement le plus utilisé) est bloqué en Chine. |

### Nouvelles méthodes
Le Grand Firewall de Chine (GFC) est un projet dirigé par le ministère de la Sécurité publique de la république populaire de Chine (MSP). Il est lancé en 1998 et commence ses activités en novembre 2003. La première partie du projet passe l'inspection nationale le 16 novembre 2006 à Pékin. Greg Walton, un chercheur indépendant, affirme que le but du GFC est d'établir une « gigantesque base de données en ligne, à partir d'un réseau de surveillance global » qui inclurait « la reconnaissance vocale et faciale, la vidéosurveillance, [...] les dossiers de crédits ».
Une note publiée par le ministère de l'Industrie et des Technologies de l'information le 19 mai 2009 annonce qu'à partir du 1er juillet 2009 les fabricants devront équiper les machines vendues en Chine continentale du logiciel Green Dam Youth Escort,. Les fabricants informatiques n'avaient pas été prévenu au préalable. Des experts informatiques américains ayant étudié le logiciel espion critiquent la faille de sécurité qu'ouvre ce logiciel aux hackers malintentionnés. Le 1er août 2009, Li Yizhong, ministre de l'Industrie et des Technologies de l'information, annonce que les constructeurs et revendeurs d'ordinateurs n'ont plus l'obligation de préinstallation du logiciel pour les ordinateurs à usage domestique ou professionnel, mais les écoles, cyber cafés et autres ordinateurs à usage public doivent encore se conformer à cette obligation.
Un haut fonctionnaire du bureau des affaires d'Internet du bureau d'information du Conseil d'État affirme que l'unique but du logiciel est de « filtrer la pornographie sur Internet ». Le directeur général de Jinhui, qui a développé Green Dam déclare que « notre logiciel n'est tout simplement pas capable d'espionner les utilisateurs d'internet, il s'agit uniquement d'un filtre »,. Les défenseurs de droits de l'Homme en Chine accusent le logiciel d'être « une tentative finement dissimulée de la part du gouvernement pour étendre la censure ». Des sondages menés sur les sites Sina.com, NetEase, Tencent QQ, Sohu.com et le Southern Metropolis Daily mettent en exergue un rejet du logiciel par plus de 70 % des netizens. L'agence de presse chinoise, Xinhua, affirme que « le soutien [pour Green Dam] provient largement des utilisateurs finaux, contrairement aux opinions essentiellement provenant d'une minorité de médias et entreprises étrangers »,.

### Organisation de la censure
La police d'Internet comprend entre 30 000 et 40 000 agents en Chine. Ils sont assistés d'environ 280 000 honkers chargés d'orienter les débats dans les forums et, le cas échéant, de dénoncer les internautes s'éloignant trop de la ligne officielle.
Pour les Jeux olympiques d'été de 2008 à Pékin, 300 000 miliciens bénévoles sont mobilisés dans un objectif de surveillance et de délation. Selon Reporters sans frontières, 52 cyberdissidents sont emprisonnés pour avoir révélé des « secrets d'État ». Les bannissements de sites paraissent le plus souvent non coordonnés et événementiels, avec des sites bloqués et d'autres aux contenus similaires autorisés. Les blocages sont souvent durcis pour des occasions spéciales. Un exemple est The New York Times qui a été débloqué quand les journalistes ont demandé dans un entretien à Jiang Zemin, les raisons du blocage, celui-ci a répondu qu'il allait s'en occuper. Durant un sommet de la Coopération économique pour l'Asie-Pacifique à Shanghai en 2001, les médias normalement bloqués comme CNN, NBC et The Washington Post sont devenus accessibles. Depuis 2001, le contrôle des contenus a été grandement assoupli à une base permanente, et les trois sites précédemment cités sont désormais accessibles de Chine continentale. En fait, la plupart des sites web d'informations sont accessibles, bien qu'un petit nombre (dont la BBC) soit toujours bloqué.
Le blog en français de Pierre Haski édité depuis la France a été, selon lui, censuré par les cyberpoliciers chinois.
À Shenzhen, à partir de 2007, deux personnages de dessin animé créés pour la police de la ville (Jingjing et Chacha) et apparaissant sur les écrans des sites de la municipalité, aident à étendre la présence en ligne des autorités policières de Shenzhen. Ces dessins animés rappellent aux utilisateurs d'Internet qu'ils sont surveillés et doivent éviter de poster du contenu sensible ou nocif sur ce réseau.
Les agences de Chine continentale publient souvent des règlements sur Internet, mais ils sont souvent non mis en vigueur ou ignorés. Un des problèmes majeurs de la mise en vigueur est la détermination de la juridiction compétente. Il en résulte beaucoup de conflits bureaucratiques entre plusieurs ministères et les bureaux du central et locaux. L'organe d'information du Conseil d'État est mandaté pour réguler Internet mais beaucoup d'agences de sécurité de Chine continentale le sont aussi.
Plusieurs universitaires ont relevé que la vitesse à laquelle le gouvernement sort des nouveaux règlements sur Internet est le symptôme de leur inefficacité. En effet ces nouveaux règlements ne font jamais référence aux anciens, qui apparaissent oubliés.[réf. nécessaire]

### Aide technique des sociétés étrangères à la censure
Un sujet de controverse est la légitimité de la fourniture par des sociétés étrangères d'équipements contribuant à la censure en république populaire de Chine. Les équipements fournis par des sociétés comme Cisco sont des infrastructures Internet standards qui favorisent le flux d'informations, mais permettent également la mise en place technique des systèmes de censure. Des organisations de défense des Droits de l'homme comme Human Rights Watch ou de médias comme Reporters sans frontières font remarquer que si ces entreprises arrêtaient leur aide technique à la censure, son efficacité en serait d'autant diminuée.
En 2008, un document interne de la société Cisco, qui a vendu pour 100 000 $ de routeurs et de switchs dans le cadre du projet Grand Firewall dès 2002, fuite et révèle que l'entreprise américaine percevait la politique repressive des Chinois vis-à-vis d'internet comme une opportunité de ventes. Ce document fuite la veille d'une audience du Sénat judiciaire américain sur la participation des sociétés américaines aux programmes de censure de pays étrangers. Il est alors rappelé que les sociétés américaines ont un devoir moral de protéger la liberté d'expression. Plusieurs propositions de lois émergent.
Une situation semblable concerne les fournisseurs de contenus comme Yahoo!, AOL et Google, qui obéissent aux exigences du gouvernement, incluant des moniteurs internes, dans le but d'être autorisés[C'est-à-dire ?] à opérer en Chine continentale. Ainsi, dans le respect des lois, Microsoft a bloqué un blog MSN Spaces en Chine. Yahoo! a rapidement cédé les informations de connexion d'un utilisateur de sa messagerie aux autorités chinoises, utilisateur qui faisait fuiter des secrets d'État. Depuis 2000, Google offrait une version chinoise de son moteur de recherche, mais sa consultation était largement ralentie par les filtres de censure chinois. Une version en règle avec les lois chinoises et hébergée en Chine, Google.cn, est lancée en 2005. Pour Google, sa coopération avec les autorités chinoises est le début de la remise en question de sa devise « Don't be evil ».
En revanche, les sites pouvant aider à contourner la censure, comme Freenet et Peek-a-Booty sont bloqués.

## Cibles de la censure

### Contenu ciblé
Selon une étude de l'université Harvard, au moins 18 000 sites Internet sont bloqués en Chine continentale, dont 12 parmi les 100 sites les plus consultés au monde. L'agence de presse chinoise Xinhua affirme que la censure cible uniquement les « informations superstitieuses, pornographiques, relatives à la violence, aux jeux d'argent ». Cette affirmation semble toutefois discutable puisque le fournisseur de courriel gmail.com est bloqué, alors que le site ne fait pas partie des catégories mentionnées. Par ailleurs, les sites concernant les sujets politiques suivants sont également souvent censurés : le Falun Gong, les brutalités policières, les manifestations de la place Tian'anmen, la liberté d'expression, la démocratie, l'indépendance de Taïwan, le mouvement d'indépendance tibétain et le mouvement Tuidang. Les sites Internet de médias étrangers tels que Yahoo! Hong Kong et The Voice of America sont occasionnellement bloqués, tout comme depuis 2014 le New York Times, la BBC et Bloomberg News sont définitivement bloqués.
Des tests menés par Freedom House en 2011 confirment que les articles écrits par ou au sujet de blogueurs activistes sont supprimés d'Internet chinois dans une opération désignée comme « cyber-disparition. »,,
En 2012, une étude des sites de réseaux sociaux menée par d'autres chercheurs d'Harvard montre que 13 % des messages postés sur Internet sont bloqués. Le blocage se concentre principalement sur toute forme d'action collective, sur la pornographie et sur la critique des censeurs. Toutefois, des critiques significatives du gouvernement ne sont pas bloquées lorsqu'elles n'appellent pas à une action collective.
Les censeurs chinois ont été relativement réticents à bloquer des sites Internet lorsqu'il existe des conséquences économiques significatives. Par exemple, un blocage de GitHub a finalement été levé après d'importantes plaintes de la part de la communauté des développeurs chinois de logiciels.
Pendant un mois à compter du 17 novembre 2014, ProPublica a testé si les pages d'accueil de 18 sites internationaux d'information étaient accessibles par les navigateurs Web depuis la Chine. L'expérience a montré que les sites les plus souvent bloqués sont Bloomberg, le New York Times, South China Morning Post, Wall Street Journal, Facebook et Twitter.
En 2019, la Chine bloque un quart des médias étrangers présents sur son territoire.

### Moteurs de recherche
Une partie du blocage consiste à filtrer les résultats de recherche de certains termes sur les moteurs de recherche chinois. Ces moteurs de recherche en chinois incluent aussi bien les moteurs étrangers (par exemple yahoo.com.cn, Bing et Google Chine) que les moteurs chinois (par exemple 360 Search et Baidu). Tenter de chercher des mots censurés sur ces sites conduira à obtenir peu ou pas de résultats. Auparavant, Google Chine affichait le message suivant en haut de la page des résultats : « Selon les lois, réglementations et politiques locales, une partie des résultats de la recherche ne sont pas affichés. » Ce fut notamment le cas en cas de recherche d'information sur les émeutes égyptiennes en 2011.
De plus, lorsqu'une connexion utilise beaucoup de termes censurés, le Grand Firewall de Chine peut l'interrompre et ne pas la rétablir avant plusieurs minutes. Cela affecte toutes les connexions dont les protocoles HTTP et POP. Avant que les moteurs de recherche ne censurent les résultats, plusieurs sites ont été directement bloqués, parmi lesquels Google et Altavista. Chaque moteur de recherche implémente la censure demandée de différentes manières. Par exemple, Bing censure les résultats pour les mots écrits en chinois simplifié (utilisé en Chine continentale), mais pas en chinois traditionnel (utilisé à Hong Kong, Taïwan et Macao).
D’après Reporters sans frontières, Pékin filtre 400 à 500 mots tabous ou sensibles comme « Tibet ». La révolution culturelle et la pornographie sont également des sujets censurés.
Le 12 janvier 2010 Google a menacé de quitter la Chine après des agressions informatiques massives « venant de Chine » envers des chinois militants pour les droits de l'homme. Google indique avoir les preuves que ces attaques devaient permettre d'investir les comptes Gmail de ces militants. Google a décidé de rendre publique cette situation car il s'agit d'un « débat mondial sur la liberté d'expression ». Hillary Clinton a demandé des explications au gouvernement chinois concernant ces attaques informatiques. Depuis mars 2010, Google.cn (la version chinoise du moteur de recherche Google) est fermé. En effet, l'accès à ce site se traduit par une redirection vers Google.com.hk, la version hong-kongaise qui, elle, n'est pas soumise aux mêmes demandes de censure qu'en Chine continentale.

### Forums de discussions
Plusieurs Bulletin Board Systems dans des universités ont été fermés ou ont vu leur accès public restreint depuis 2004.
En septembre 2007, certains data centers sont fermés indistinctement pour avoir fourni des contenus interactifs comme des blogs ou des forums. CBS rapporte alors une estimation selon laquelle la moitié des sites interactifs hébergés en Chine est bloquée.
En prévision du vingtième anniversaire de la répression par le gouvernement des manifestations pro-démocratiques de la place Tian'anmen, le gouvernement ordonne aux portails, forums et groupes de discussions de mettre hors ligne leurs serveurs pour maintenance entre le 3 et le 6 juin 2009. Le jour précédent cette mise hors ligne massive, les utilisateurs chinois de Twitter, Hotmail et Flickr, parmi d'autres, rapportent d'importants problèmes pour accéder à ces services.

### Sites de réseaux sociaux
Bien que le gouvernement et les médias utilisent souvent le service de micro messages Sina Weibo pour diffuser des idées et dénoncer la corruption, le service est tout de même surveillé et auto-censuré par près de 700 censeurs travaillant pour Sina.
Dans la seconde moitié de l'année 2009, les sites de réseaux sociaux Facebook et Twitter sont bloqués, vraisemblablement à cause de présence de commentaires sociaux et politiques, par exemple sur les émeutes de juillet 2009 à URumqi,. Une autre raison avancée pour ce blocage est le fait que les activistes peuvent utiliser ces sites pour s'organiser,.
En 2010, l'activiste pour les droits de l'Homme chinois Liu Xiaobo devient un sujet interdit dans les médias chinois en raison de l'obtention du prix Nobel de la paix.
Après la collision de trains à Wenzhou en 2011, le gouvernement commence à mettre en avant le danger de répandre de « fausses rumeurs » (yaoyan), enclenchant un débat public sur l'usage permissif de Weibo et des réseaux sociaux.
En 2012, le journal First Monday publie un article sur « la censure des contenus politiques dans les médias sociaux, c'est-à-dire la suppression active de messages publiés par des individus ». Cette étude académique, qui a reçu une large couverture médiatique,, a accumulé les données de 56 millions de messages envoyés par Weibo de juin à septembre 2011 et les a analysés statistiquement trois mois plus tard, découvrant ainsi 212 583 suppressions sur un échantillon de 1,3 million, soit plus de 16 %. L'étude révèle que les censeurs suppriment rapidement les mots avec une signification politiquement controversée (par exemple qingci 请辞 « appeler quelqu'un à démissionner », réfère aux appels lancés au ministre du Train Sheng Guangzu à démissionner après la collision des trains à Wenzhou le 23 juillet 2011), mais également que le taux de messages supprimés est irrégulier selon les régions (53 % au Tibet, 52 % à Qinghai, 12 % à Pékin et 11,4 % à Shanghai).

### Jeux en ligne
En novembre 2021, Epic Games annonce le retrait de la version chinoise du jeu Fortnite face au durcissement des règles imposées par Pékin, qui visent notamment à lutter contre l'addiction aux jeux vidéo chez les mineurs.

## Exemples spécifiques de la censure d'Internet

### Manifestations de la place Tian'anmen de 1989
Le gouvernement chinois censure tout contenu sur Internet relatif aux manifestations de la place Tian'anmen de 1989. Selon le livre blanc du gouvernement écrit en 2010 au sujet d'Internet en Chine, le gouvernement protège « la sécurité du flux d'informations sur Internet et guide activement le peuple pour gérer les sites internet en accord avec la loi et l'usage d'Internet dans une voie saine et correcte ». Le gouvernement toutefois empêche les personnes sur Internet de « divulguer des secrets d'État, renverser le pouvoir de l'État et mettre en péril l'unification nationale ; nuire à l'honneur de l'État » et « perturber l'ordre et la stabilité sociaux ». Les sites chinois respectueux des lois comme Sina Weibo censurent les mots relatifs à la manifestation directement sur son moteur de recherche. Ainsi depuis octobre 2012 les mots censurés par le site incluent Tank Man. Le gouvernement censure également les mots dont la prononciation s'approche de « 4 juin », la date à laquelle la violente répression du gouvernement a eu lieu. « 陆肆 » (pinyin: lu si), par exemple, est similaire à la prononciation de « 4 juin » (pinyin: liu si).
Le gouvernement interdit également tout hommage aux manifestations. Weibo censure donc par exemple la chanson du chanteur de Hong Kong Thomas Chow appelée 自由花 (Les Fleurs de la liberté). Cette chanson est en effet chantée chaque année par les participants à la veillée organisée dans le Victoria Park à la mémoire des victimes des manifestations.
La censure du gouvernement sur les manifestations est devenue particulièrement sévère à l'occasion du 20e anniversaire des évènements en 2009. Selon un article de Reporters sans frontières, la recherche de photos sur les évènements du 4 juin sur Baidu, le moteur de recherche le plus populaire en Chine, retournent une page blanche et un message affirmant que « la recherche ne se conforme pas aux lois, réglementations et politiques ». Par ailleurs, un nombre important de netizens en Chine se plaignent qu'ils n'ont pas accès à certains sites occidentaux tels que Twitter, Hotmail et Flickr les jours précédant et durant l'anniversaire. De nombreux services chinois sont également temporairement bloqués sur la même période. Les utilisateurs reportent également que les services de micro-blogging tels que Fanfou et Xiaonei (connu maintenant sous le nom de Renren) sont également inaccessibles avec des messages similaire prétendant que leurs services sont « en maintenance ».

#### Réactions des netizens en Chine
Les articles d'information occidentaux reportent que les utilisateurs d'Internet chinois ont répondu par de subtiles protestations contre le blocage temporaire du gouvernement de nombreux services en ligne. Un article dans le Guardian par exemple affirme que des sites Internet chinois ont passé de subtiles doléances contre la censure d'État en appelant de façon sarcastique le 4 juin 中国互联网维护日 ou « Journée de Maintenance d'internet chinois ». Le propriétaire du blog wuqing.org déclare ainsi « Je suis aussi en maintenance ». Le dictionnaire en ligne wordku.com met volontairement son site hors ligne en raison du « Jour de maintenance de l'internet chinois ». Les utilisateurs d'Internet en Chine utilisent des mêmes subtils et sarcastiques pour critiquer le gouvernement et contourner la censure. Ils diffusent ainsi des images ou des dessins humoristiques similaires à l'image de Tank Man sur Weibo. Une d'elles, par exemple, montre des sculptures de Rubber Duck faites par Florentijin Hofman en remplacement les chars sur la photo de Tank Man. Sur Twitter, un activiste pékinois, Hu Jia, demande aux netizens en Chine continentale de porter un T-shirt noir le 4 juin en opposition à la censure et pour commémorer la date. Les services Internet chinois tels que Weibo ont finalement censuré les recherches menées à la fois sur « T-shirts noirs » et sur « grand canard jaune » en 2009.

#### Débats sur la signification de la résistance d'Internet à la censure
Se basant sur des études chinoises, l'expert Johan Lagerkvist, les chercheurs Pierre Bourdieu et Michel de Certeau affirment que cette culture de la satire constitue une arme de résistance contre l'autorité. La fréquente utilisation de parodies satiriques pour critiquer l'autorité « présuppose et confirme l'émancipation » du peuple supposément oppressé. Selon Linda Hutcheon, pour certaines personnes le sarcasme utilisé pour critiquer le gouvernement peut être perçu comme une complicité, qui « peut renforcer plutôt que renverser les attitudes conservatives ». Les experts chinois Perry Link et Xiao Qiang, toutefois réfutent cet argument. Ils affirment que si les termes sarcastiques sont traduits en vocabulaire commun aux netizens, ces mots perdront de leur caractéristique sarcastique. Ils deviendraient alors des termes normaux qui portent une signification politique d'opposition au gouvernement. Xiao pense que la liberté pour les utilisateurs d'Internet de diffuser des informations sur Internet a poussé le gouvernement à écouter les demandes populaires des netizens. Par exemple, la volonté du ministre des technologies de l'information de préinstaller un logiciel de censure appelé Green Dam Youth Escort sur les ordinateurs a échoué après une large opposition populaire menée en ligne en 2009,,.
Lagerkvist affirme toutefois que le gouvernement ne perçoit pas les critiques subtiles sur Internet comme une réelle menace qui pourrait porter un message politique en mesure de renverser le gouvernement. Il affirme que la vraie menace apparaîtra lorsque les « masses riantes » deviendront des « masses pensantes organisées » en mesure de concurrencer directement le pouvoir du gouvernement. Lors d'une conférence, le journaliste Michael Anti a donné une explication similaire quant au laxisme du gouvernement envers ces mêmes Internet. Anti suggère que le gouvernement ouvre parfois une fenêtre limitée de liberté d'expression pour ces mêmes Internet. Cela permet de guider et générer les opinions publiques pour favoriser le gouvernement et critiquer les ennemis des fonctionnaires du parti.

#### Censure Internet de la manifestation en 2013, au20eanniversaire
Le gouvernement chinois est devenu plus efficient dans sa régulation d'Internet depuis le 20e anniversaire des manifestations de la place Tianan'men. Le 3 juin 2013, Weibo suspend discrètement l'usage de l'icône en forme de chandelle dans l'outil d'écriture des commentaires, qui est traditionnellement utilisé par les utilisateurs pour rendre hommage aux morts sur les forums. Certaines recherches relatives aux manifestations sur les sites Internet chinois ne retournent désormais plus de page blanche, mais des résultats que le gouvernement a « sélectionnés avec soin » ces méthodes subtiles utilisées par la censure gouvernementale peut laisser penser aux utilisateurs que les résultats de leur recherche n'ont pas été censurés. Le gouvernement toutefois est incohérent dans sa mise en application des lois de la censure. Des utilisateurs rapportent que les résultats retournés sur certains mots censurés sur les sites chinois continuent de renvoyer vers une page blanche avec un message précisant que « l'application des lois, réglementations et politiques » empêche l'affichage des résultats relatifs à la recherche.

#### Censure Internet de la manifestation en 2019, au30eanniversaire
Le gouvernement chinois bloque l'encyclopédie Wikipédia, et ce, dans toutes les versions linguistiques du site, à l'occasion des 30 ans de la répression de Tian'anmen,.

## Influence internationale
Les fournisseurs de contenu étrangers tels que Yahoo, AOL et Skype doivent se soumettre aux vœux du gouvernement chinois, notamment en matière de surveillance en interne du contenu, afin de pouvoir opérer en Chine continentale. De plus, en accord avec les lois de la Chine continentale, Microsoft a commencé à censurer le contenu de son service de blog Windows Live Spaces, affirmant que le fait de continuer à fournir des services Internet est plus bénéfique pour les Chinois. Michael Anti, un célèbre journaliste chinois, a vu son blog censuré par Microsoft. Dans un courriel datant d'avril 2006, Rebecca MacKinnon, envoyée spéciale en Chine pour la chaîne CNN déclare : « beaucoup de bloggers disent qu'il [Anti] est le sacrifice nécessaire pour que la majorité des Chinois puisse continuer à avoir un espace en ligne dans lequel s'exprimer comme ils le souhaitent. Le point est donc que des compromis doivent être faits à tous les niveaux de la société car personne ne s'attend à avoir une liberté politique de toute façon ».
La version chinoise de MySpace, lancée en avril 2007 possède de nombreuses différences à cause de la censure par rapport aux autres versions internationales du service. Les forums de discussion sur des sujets comme la religion ou la politique en sont absents et un système de filtrage empêche l'envoi de contenu sur les sujets politiquement sensibles. Les utilisateurs ont également la possibilité de signaler les mauvaises conduites des autres utilisateurs en cas de délit de « mise en danger de la sécurité nationale, divulgation de secrets d'État, renversement du gouvernement, sabotage de l'unité nationale, diffusion de rumeurs ou perturbation de l'ordre social ».
Certains média suggèrent que la censure d'Internet en Chine des sites étrangers peut avoir pour but de forcer les utilisateurs locaux à utiliser les sites de vente en ligne chinois et d'ainsi isoler son économie des firmes internationales. Le 7 novembre 2005, une alliance d'investisseurs et de chercheurs représentant 36 sociétés aux États-Unis, en Europe et en Australie et au total 21 milliards de dollars de chiffre d'affaires ont incité le monde des affaires à protéger la liberté d'expression et ont mis en place une surveillance des sociétés faisant des affaires dans les pays violant les Droits de l'Homme, comme la Chine. Le 21 décembre 2005, l'ONU, l'OSCE, OEA ont mandaté spécialement sur la liberté d'expression des entreprises Internet pour « […] travailler ensemble […] pour résister aux tentatives d'officiels de contrôler ou restreindre l'usage d'Internet ».
Reporters sans frontières suspecte que certains régimes tels que Cuba, le Zimbabwe et la Biélorussie aient obtenu des technologies de surveillance de la part de la Chine.

## Contournement
Les dix animaux mythiques de Baidu, au départ des canulars que des internautes ont mis sur Baidu Baike, l'encyclopédie chinoise, sont devenus des mèmes très répandus en Chine,. Ces dix canulars furent créés en réponse à la censure accrue et draconienne sur la toile chinoise, et sont devenus des icônes de l'opposition des internautes à la censure politique,.
Rupert Murdoch a déclaré que les avancées opérées en termes de technologie de communication constituent une « menace ambigüe pour les régimes totalitaires où qu'ils soient ». Ai Weiwei a ajouté que les « dirigeants [chinois] doivent comprendre qu'il n'est pas possible pour eux de contrôler Internet à moins de l'éteindre complètement ».
La censure d'Internet en Chine est contournée par des personnes déterminées qui utilisent des serveurs proxy situés en dehors du firewall. Les utilisateurs peuvent contourner toute censure et surveillance du Grand Firewall de Chine s'il possède une connexion sécurisée VPN ou SSH vers un ordinateur situé en dehors de la Chine continentale. Toutefois, des perturbations dans les services VPN ont été rencontrées et la plupart des services gratuits ou populaires sont maintenant bloqués,.
La pratique est répandue, au moins chez les jeunes à l'aise en informatique. Par exemple, lors du parcours de la flamme en 2008 à Paris, les manifestations tibétaines ont été censurées par la télévision chinoise. Cependant les internautes chinois ont eu rapidement accès aux images censurées, ce qui a déclenché les boycotts antifrançais.
Alors que le Grand Firewall de Chine devient de plus en plus sophistiqué, les utilisateurs redoublent de créativité pour éviter la censure en utilisant des analogies pour parler de certains sujets. Par ailleurs, les netizens sont de plus en plus ouvert à la moquerie en utilisant activement des homophones pour contrer la censure. Les sites supprimés sont « harmonisés » dans le but de créer une « société socialiste harmonieuse ». Ainsi, les censeurs sont qualifiés de « crabes de rivière, » puisque ces deux caractères sont des homophones du mot « harmonie ».
Alors que des services gratuits d'hébergement de blogs comme Blogger et Wordpress.com font fréquemment face aux blocages,,,, certains services spécialement développés pour la Chine permettent de changer l'adresse IP d'un blog en 30 minutes s'il a été bloqué par les autorités. En juillet 2006, des chercheurs de l'université de Cambridge affirment avoir vaincu le firewall en ignorant les paquets TCP reset.
Bien que de nombreux utilisateurs utilisent des VPN pour contourner le Grand Firewall de Chine, de nombreuses connexions Internet subissent désormais une inspection en profondeur des paquets qui permet de scanner les paquets avant même qu'ils ne soient autorisés à passer. Ceci permet de bloquer plusieurs VPN. Une méthode pour outrepasser cette inspection consiste à utiliser OpenVPN et de transférer le trafic en TCP 443. Obfsproxy et d'autres outils permettent également aux utilisateurs d'éviter l'inspection des paquets,.
Le réseau d'anonymat Tor est sujet à blocage en Chine,,,. Le site Internet de Tor est bloqué lorsqu'il est consulté avec le protocole HTTP, mais reste disponible en HTTPS. Il est donc possible pour les utilisateurs chinois de télécharger le navigateur Tor. Le réseau Tor maintient une liste d'environ 3 000 relais, qui sont pour la plupart bloqués en Chine. En plus des relais publics, Tor possède des ponts qui correspondent à des relais non publics. Leur but est d'aider les personnes censurées d'atteindre le réseau Tor. Le Grand Firewall de Chine bloque de façon dynamique ces ponts en cherchant leur empreinte TLS,. Selon un article de recherche publié en avril 2012, le blocage peut être contourné en utilisant la fragmentation de paquets,.
Par le passé, la fonctionnalité de cache de Google permettait de voir les sites Internet bloqués. Toutefois, cette fonctionnalité semble désormais subir un certain niveau de blocage, puisque maintenant son accès semble erratique et ne fonctionne plus pour les sites bloqués. Le blocage est principalement contourné en utilisant des serveurs proxy en dehors du firewall. Toutefois, certains proxy bien connus sont bloqués. Des citoyens chinois utilisent un miroir de Google, elgooG depuis que la Chine a complètement bloqué le site californien.
Le navigateur mobile Opera Mini utilise une approche basée sur un proxy et utilise un chiffrement et une compression pour accélérer les téléchargements. En 2009, le gouvernement décide donc de bannir toutes les versions du navigateur à l'exception de sa version chinoise.

## Impact économique
Selon la BBC, les entreprises chinoises locales telles que Baidu, Alibaba et Tencent (les « BAT »), certaines des plus grandes entreprises d'Internet au monde, bénéficient du blocage sur le marché chinois de concurrents internationaux, ce qui encourage la compétition locale.
En mai 2018, 300 acteurs de l'Internet chinois se regroupent en une fédération pour soutenir les « valeurs centrales du socialisme » et donc du Parti communiste au pouvoir. Robin Li, Jack Ma et Pony Ma, respectivement patrons de Baidu, Alibaba et Tencent, en sont nommés vice-présidents.